# Cyrtandra cuneata
Cyrtandra cuneata är en tvåhjärtbladig växtart som beskrevs av Carl Ludwig von Blume. Cyrtandra cuneata ingår i släktet Cyrtandra och familjen Gesneriaceae. Inga underarter finns listade i Catalogue of Life.